# الساندرو کرسنزی
الساندرو کرسنزی (انگلیسی: Alessandro Crescenzi؛ زادهٔ ۲۵ سپتامبر ۱۹۹۱) بازیکن فوتبال اهل ایتالیا است.
از باشگاه‌هایی که در آن بازی کرده‌است می‌توان به باشگاه فوتبال هلاس ورونا، باشگاه فوتبال پروجا، باشگاه فوتبال آ.اس. رم، باشگاه فوتبال باری، باشگاه فوتبال کروتونه، باشگاه فوتبال دلفینو پسکارا، باشگاه فوتبال آژاکسیو، و باشگاه فوتبال نووارا اشاره کرد.
وی همچنین در تیم‌های ملی فوتبال زیر ۱۸ سال ایتالیا، زیر ۱۹ سال ایتالیا، زیر ۲۰ سال ایتالیا، و زیر ۲۱ سال ایتالیا بازی کرده‌است.